# William Hirigoyen
William Gayraud-Hirigoyen (Laroque-Timbaut, 1 de mayo de 1898-París, 9 de diciembre de 1962) fue un deportista francés que compitió en bobsleigh. Ganó una medalla de bronce en el Campeonato Mundial de Bobsleigh de 1947, en la prueba cuádruple.

## Palmarés internacional
| Campeonato Mundial | Campeonato Mundial   | Campeonato Mundial | Campeonato Mundial |
| Año                | Lugar                | Medalla            | Prueba             |
| ------------------ | -------------------- | ------------------ | ------------------ |
| 1947               | Sankt Moritz (Suiza) | Medalla de bronce  | Cuádruple          |